# Spirorbis auricularis
Spirorbis auricularis är en ringmaskart som beskrevs av Harris 1969. Spirorbis auricularis ingår i släktet Spirorbis och familjen Serpulidae. Inga underarter finns listade i Catalogue of Life.